# Journal of Formalized Reasoning
Pour les articles homonymes, voir JFR.
Le Journal of Formalized Reasoning (JFR) est une revue scientifique à évaluation par les pairs en libre accès  créée en 2009. 
La revue publie des articles sur les recherches en  formalisation mathématique (en) dans tous les domaines, y compris les mathématiques classiques, le constructivisme, les algorithmes formels, et la vérification formelle de programmes. La revue est intéressée par les techniques et méthodologies de preuve et leur impact sur le processus de formalisation. En particulier, la revue offre un forum pour comparer des approches alternatives, et les études de réutilisabilité des solutions.
La revue est gérée par  AlmaDL qui est la bibliothèque numérique de l'université de Bologne. Elle paraît en continu ; les articles sont regroupés en un volume annuel composé en général d'un seul numéro ; le volume peut comporter deux numéros, le deuxième constituant alors une numéro spécial.

## Résumés et indexation
Le journal est indexé et ses articles sont résumés dans Scopus, MathSciNet, Zentralblatt MATH et DBLP.
Sur SCImago Journal Rank, le journal présente un facteur d'impact de 0,71 pour 2018